# کبل (ناحیه کولین)
کبل (به چکی: Kbel) یک منطقهٔ مسکونی در جمهوری چک است که در ناحیه کولین واقع شده‌است. کبل ۲٫۰۲ کیلومتر مربع مساحت و ۱۹۱ نفر جمعیت دارد و ۲۱۲ متر بالاتر از سطح دریا واقع شده‌است.